# Andrena nycthemera
Andrena nycthemera ist eine Sandbiene aus der Familie der Andrenidae, die ziemlich früh im Frühjahr (Mitte März bis Anfang Mai) fliegt. Sie hat nur eine Generation im Jahr. Sie wird manchmal „Graue Lockensandbiene“ oder „März-Sandbiene“ genannt.

## Merkmale
Die männlichen Bienen werden 10 bis 12 Millimeter lang, die Weibchen sind mit 12 bis 14 Millimetern Länge größer. Die Männchen sind insgesamt grau, Gesicht seitlich schwarz behaart. Abdomen relativ lang, locker hellgrau behaart. Sie sind den Männchen von A. clarkella ähnlich.  Die Weibchen sind am Kopf schwarz behaart, am Thorax und den ersten Tergiten mehr oder weniger braun. Schwarze Endfranse. Die Schienenbürste ist schwarz und auf der Unterseite weiß.

## Verbreitung und Lebensraum
Andrena nycthemera ist in Europa weit verbreitet, aber nur vereinzelt und insgesamt eher selten. Auch in Deutschland, Österreich, Schweiz, Niederlande, Dänemark, Benelux, Südschweden, Norditalien und in Osteuropa. Oft in Nestaggregationen mit über 100 Nestern.
A. nycthemera nistet in selbst gegrabenen Hohlräumen im Boden auf Wegen, an Abbruchkanten, in lockerem oder festem Sand, vor allem an vegetationsfreien Stellen. Der Lebensraum ist vorwiegend in Flussauen, Sandheiden, Sand- und Kiesgruben.
A. nycthemera kommt oft gemeinsam mit A. clarkella (diese Art ist noch etwas früher im Jahr) und A. vaga (etwas später) vor.

## Verhalten
Die Männchen schlüpfen meist etwas früher als die Weibchen, die Weibchen fliegen länger im Jahr. Nach dem Schlüpfen im Frühjahr suchen die Männchen im Bereich der Nester nach kopulationsbereiten Weibchen am Boden, indem sie z. B. in kleine Löcher kriechen. Außerdem fliegen sie das Gelände wiederholt ab, jedoch nicht auf festen Routen. Wenn sie ein Weibchen treffen, versuchen sie sofort zu kopulieren, die Männchen stoßen auf Weibchen, egal ob diese graben oder sitzen, sie verfolgen sie auch im Flug. Die Kopulationen dauern ca. 2 bis 4 Minuten und werden von den Weibchen beendet, indem sie das Männchen mit den Hinterbeinen abstreifen. Weibchen werden sehr oft von Männchen bedrängt, oft von mehreren, und wehren diese ab. Die Männchen zeigen häufig aggressives Verhalten gegeneinander im Kampf um Weibchen oder um eine Stelle, um im Boden zu graben. Nachts vergraben sich die Männchen zum Schlafen im Boden.
Die Weibchen suchen geeignete Nistplätze und graben dann in die Tiefe. Dabei werden neben den Mandibeln vor allem die vorderen und mittleren Beine benutzt. Nach etwa zwei bis vier Tagen beginnen die Weibchen, die Nester mit Pollen zu versorgen. Sie sammeln ausschließlich Pollen von Weiden. Wenn die Weibchen zum Pollensammeln wegfliegen, verschließen sie den Nesteingang so, dass man ihn nicht erkennen kann. Beim Abflug machen sie einen typischen Orientierungsflug. Beim Zurückkommen müssen sie den Nesteingang erst mit einem niedrigen zig-zag Flug, dann oft noch krabbelnd am Boden suchen. Nicht immer finden sie den Nesteingang sogleich. Manchmal gibt es aggressives Verhalten von Weibchen gegen andere Weibchen, wohl Streit um ein Nest. Wenn das Wetter nicht warm und sonnig ist, kann man sehr oft beobachten, dass die Weibchen im Eingang der Nester sitzen und auf Sonnenschein warten. Manche Weibchen versorgen nur ein Nest während der Nistperiode, andere bis zu sechs Nester.

## Parasiten
Als Kuckucksbienen kommen Nomada leucophthalma und Sphecodes pellucidus vor. Erwachsene Tiere können stylopisiert sein, d. h. von Stylops befallen. Auch die Fliege Leucophora obtusa (Anthomyiidae) ist vermutlich ein Parasit von A. nycthemera.

## Webseite
Wildbienen.de